# Franz Fuchs (atentátník)
Franz Fuchs (12. prosince 1949 Gralla – 26. února 2000 Štýrský Hradec) byl rakouský krajně pravicový terorista. Dne 10. března 1999 byl odsouzen na doživotí za sérii 28 bombových a dopisových atentátů v Rakousku a Německu, které způsobily smrt čtyř lidí a 15 dalších vážně zranily. Cílem teroru bylo omezení přistěhovalectví do Rakouska. Dne 26. února 2000 spáchal padesátiletý Fuchs ve své cele ve věznici Graz-Karlau sebevraždu. Fuchsův IQ činil 139.